# 戴德姆 (马萨诸塞州)

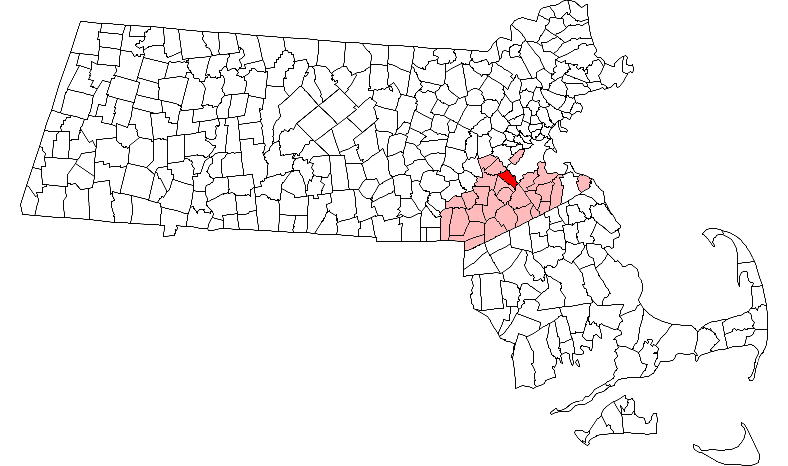

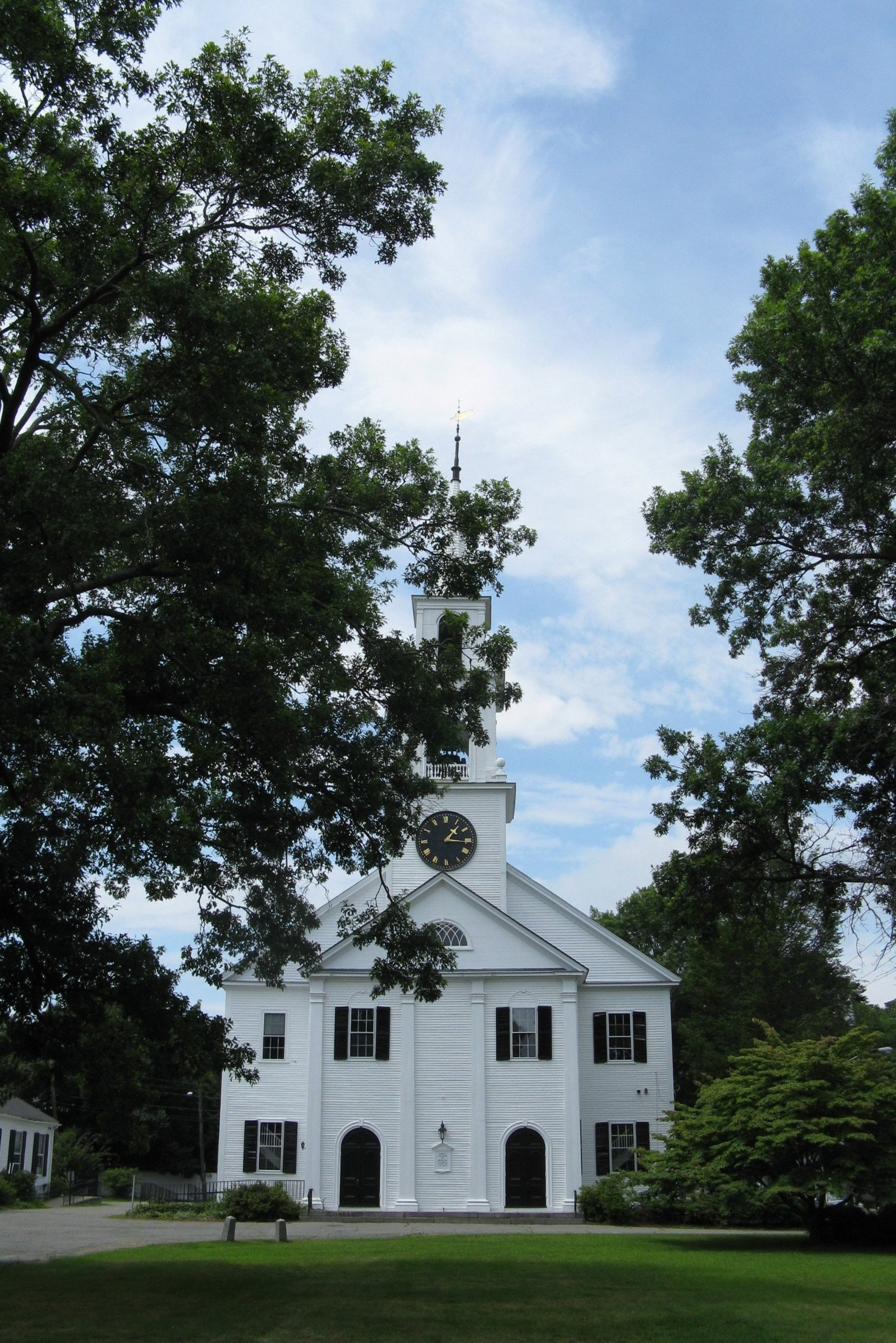

戴德姆（英語：Dedham）位于美国马萨诸塞州东部，是诺福克县的县治所在，面积27.6平方公里。根据2000年美国人口普查，共有23,464人，其中白人占94.51%、亚裔美国人占1.87%、非裔美国人占1.54%。